# Tatjana Vesjkurova
Tatjana Leonidovna Vesjkurova (ryska: Татьяна Леонидовна Вешкурова), född 23 september 1981 i Perm i Ryska SFSR i Sovjetunionen, är en rysk före detta friidrottare som tävlade i kortdistanslöpning.
Vesjkurova deltog vid EM 2006 där hon blev silvermedaljör på 400 meter efter Vanja Stambolova från Bulgarien. Vid samma mästerskap blev hon mästarinna i stafetten över 4 x 400 meter.
Hon deltog på 400 meter vid VM i Osaka men blev där utslagen i semifinalen. Vid olympiska sommarspelen 2008 sprang hon i försöken i det ryska stafettlaget som blev silvermedaljörer i finalen. Laget blev sedermera diskvalificerat efter att Tatiana Firova och Anastasia Kapatjinskajas dopingprov visat sig vara positiva.

## Personligt rekord
- 400 meter - 49,99 sekunder (16 juli 2006, Tula)